# دنارية
الدَّنَّارِيَّة هي فصيلة من العناكب ذات الشكل الشاذ التي وصفها لأول مرة تورد تامرلان تيودور ثوريل في عام 1870 (كانت تعرف آنذاك داخل الذوطيات). يحتوي على أكثر من 500 نوع في ثلاثين جنسًا.

## الأجناس
من أجناسها:
- دنارة